# سوان هیل
سوان هیل (انگلیسی: Swan Hill) یک منطقه مسکونی در استرالیا است.